# Montpezat, Gard
Montpezat là một xã trong vùng Occitanie. Xã Montpezat, Gard nằm ở khu vực có độ cao trung bình 170 mét trên mực nước biển.